# Scutellosaurus
Scutellosaurus ("Liten skyddad ödla") var ett släkte småvuxna dinosaurier som levde i vad som idag är sydöstra USA under tidig jura. Den var tvåbent växtätare, 1,5 meter lång och 0,6 meter hög, där mycket av kroppslängden utgjordes av svansen. Ryggen var täckt med hundratals små benknölar, som kanske var skydd mot köttätaren Dilophosaurus som levde samtidigt.

## Taxonomi
Scutellosaurus tros vara en thyreophoran, eller bepansrad växtätande dinosaurie. Det var troligen också en av de första.